# Беатріче Ченчі (фільм, 1956)
«Беатріче Ченчі» (італ. Beatrice Cenci) — італійсько-французька історична драма 1956 року, поставлена режисером Ріккардо Фредою з Мішлін Прель та Джино Черві в головних ролях. Перший фільм режисера, знятий в широкоекранному форматі є одним з низки стрічок, що зображують історію італійською дворянки XVI століття Беатріче Ченчі. Інші версії зняті Маріо Казеріні (1908) та Гвідо Бріньйоне (1941).

## Сюжет
Італія, 1598 рік. Франческо Ченчі (Джино Черві) покидає Рим і відбуває з сім'єю в замок «Ла Петрелла» в горах Абруццо. Новий інтендант Франческо, Олімпіо, повертає батькові його молоду доньку Беатріче (Мірей Гранеллі), що намагалася втекти в лісові хащі. Він нічого не знав про біди дівчини, яка страждає від ревнощів, підозрілості, тиранії й безмежної жорстокості батька. Її безвільний брат Джакомо, що став коханцем своєї мачухи Лукреції (Мішлін Прель), нічим не може їй допомогти. Сама Лукреція — лицемірка і ненавидить прийомну дочку Беатріче. У душі Олімпіо несподівано спалахує кохання до Беатріче, і це кохання виявляється взаємним. Щоб розплатитися з боргами, які Джакомо наробив у Римі, Франческо хоче відправити його до Фландрії, в іспанський полк. Тоді Джакомо приймає рішення позбавитися від батька. Він передає Лукреції отруту, якою та повинна заправити фазана, приготованого для бенкету в замку Франческо. Але Лукреції бракує сміливості вчинити цей фатальний вчинок. Беатріче зізнається батькові, що закохана в Олімпіо і хоче вийти за нього заміж. Збожеволівши від гніву і ревнощів, Ченчі безжально шмагає її батогом і б'є Олімпіо, який після цього полишає замок. Пізніше він таємно повертається, щоб побачитися з Беатріче і вбити Франческо. Як тільки Франческо бачить їх разом, він заряджає рушницю і виходить на балкон, який рушиться під його вагою і Ченчі розбивається на смерть.
Розслідування веде суддя Раньєрі, а тим часом члени родини Ченчі, повернувшись до Риму, знову вдаються до гулящих розваг. На думку судді, підозрюваним у вбивстві можна вважати Джакомо, який є єдиним спадкоємцем Франческо за заповітом і єдиною людиною, кому була вигідна смерть Франческо. Щоб захистити його, Лукреція звинувачує Олімпіо. На процесі Лукрецію і Беатріче катують. Лукреція не зізнається ні в чому, а тендітніша Беатріче зізнається не лише сама, але й за Олімпіо. Пізніше вона заявляє, що призналася під тортурами, але все-таки її чекає смертний вирок. Олімпіо розпитує двох слуг із замку і збирає доказу провини Джакомо. Старий Марко, помираючи, зізнається, що підпиляв дошки балкона за наказом Джакомо; він залишає Олімпіо письмові цьому свідчення. По дорозі до суду Олімпіо вбивають ті ж люди, що вбили Марко. В останню мить він встигає передати рукопис гінцеві, який доставляє її судді Раньєрі, але той отримує його надто пізно: у замку Святого Ангела сокира ката тільки що опустилася на шию Беатріче. Судді залишається лише заарештувати Джакомо і Лукрецію.

## У ролях
| • Мішлін Прель     | … | Лукреція Ченчі    |
| • Джино Черві      | … | Франческо Ченчі   |
| • Мірей Гранеллі   | … | Беатріче Ченчі    |
| • Фаусто Тоцці     | … | Олімпіо Кальветті |
| • Франк Віллар     | … | суддя Раньєрі     |
| • Клодін Дюпюї     | … | Мартіна           |
| • Антоніо де Теффе | … | Джакомо Ченчі     |
| • Еміліо Петаччі   | … | Марціо Каталано   |

## Знімальна група
- Автори сценарію — Філіппо Санжюст, Ріккардо Фреда, Жак Ремі за сюжетом Аттіліо Річчо
- Режисер-постановник — Ріккардо Фреда
- Композитор — Франко Манніно
- Оператор — Габор Погань
- Монтаж — Ріккардо Фреда, Джуліана Таучер
- Художник-постановник — Арріго Екуїні
- Художник-декоратор — Мауріціо Серра
- Художник по костюмах — Філіппо Санджюст